# Beverly Hills
Beverly Hills è una città statunitense della Contea di Los Angeles, in California. I suoi confini fanno della stessa Beverly Hills una città enclave in Los Angeles. A nord Beverly Hills è limitata dalle Santa Monica Mountains, ad est tocca West Hollywood ed il distretto di Fairfax. Ad ovest confina con altri due distretti della municipalità di Los Angeles, Westwood e Century City. È nota per essere dimora di molti attori e celebrità negli ultimi cinquant'anni.

## Infrastrutture e trasporti
Beverly Hills, malgrado sia effettivamente parte integrante della municipalità della metropoli californiana, risulta di fatto difficile da raggiungere con i mezzi pubblici, visto che non esiste alcuna linea di metropolitana e gli autobus non effettuano fermate nel diretto centro della città.

### Strade
- Rodeo Drive
- Walk of Style

## Economia

### Turismo

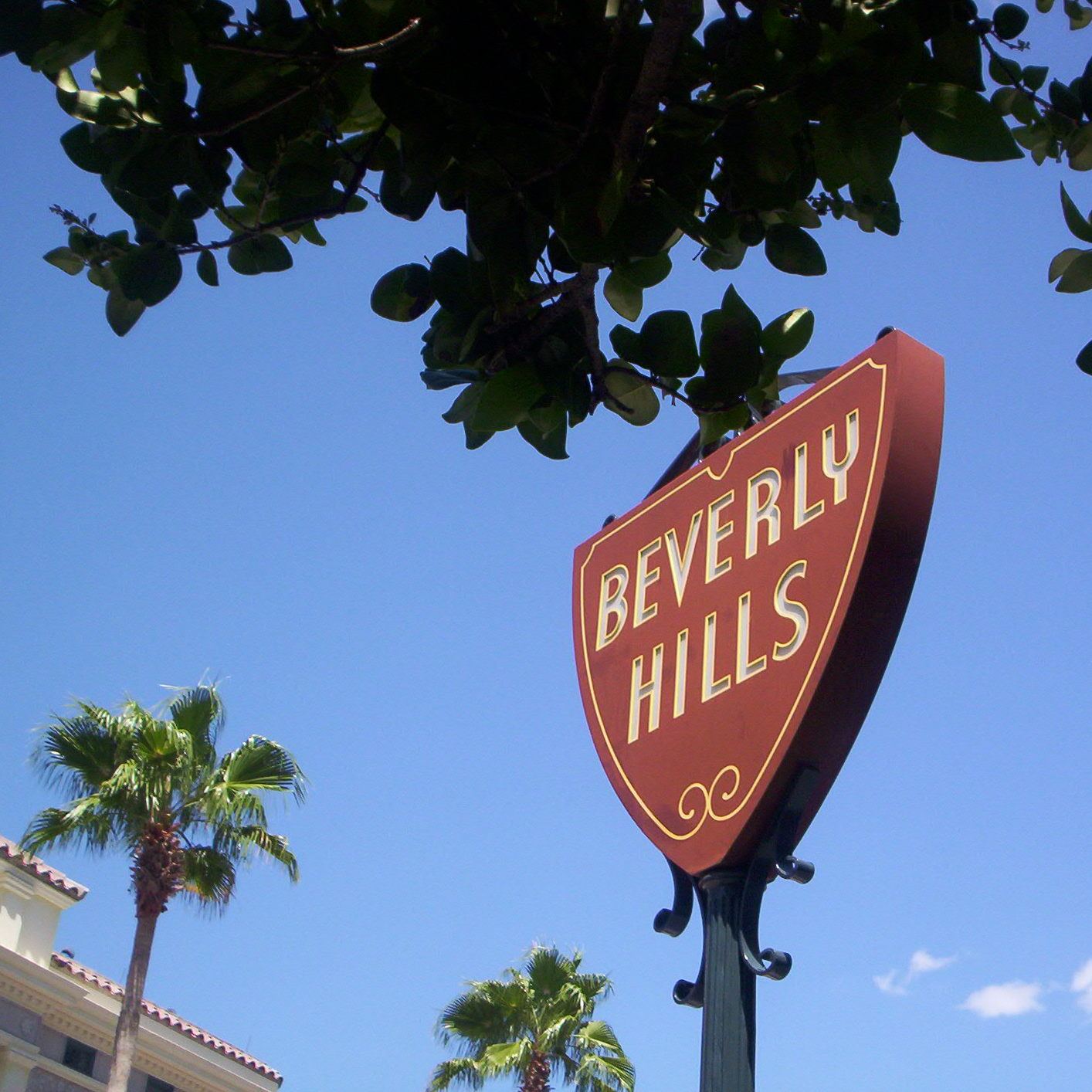
Segno Universale

Essendo un esclusivo centro di moda e di bellezza di rilevanza mondiale, Beverly Hills risulta essere una meta di attrazione turistica di una certa importanza, che ogni anno attira migliaia e migliaia di visitatori da tutto il mondo. È possibile ammirare al suo interno una moltitudine di abitazioni in pieno stile californiano, le quali dimostrano l'esclusività della vita e del luogo in cui si trovano, nonché il tenore della stessa, certamente al di sopra della media statunitense.
Beverly Hills fa parte, insieme ai quartieri di Bel Air e Holmby Hills, del cosiddetto Platinum Triangle (letteralmente Triangolo di Platino), l'area più ricca e lussureggiante della Contea di Los Angeles.

## Filmografia a Beverly Hills

### Film
- I tre film di Eddie Murphy della saga Beverly Hills Cop
- Su e giù per Beverly Hills
- Natale a Beverly Hills
- Pazzi a Beverly Hills (L.A. Story)
- Bling Ring (The Bling Ring)
- Ragazze a Beverly Hills (Clueless)
- Beverly Hills Chihuahua
- Pretty Woman
- Batman (film 1989)

### Serie televisive
- Charlie's Angels
- Beverly Hills 90210
- 90210
- Devious Maids
- All american

### Soap opera
- Beautiful

## Amministrazione

### Gemellaggi
- Acapulco
- Cannes
- Herzliya
- Pudong

- Wikiquote contiene citazioni di o su Beverly Hills
- Wikimedia Commons contiene immagini o altri file su Beverly Hills
- Wikivoyage contiene informazioni turistiche su Beverly Hills